# Der Fürst von Pappenheim (film 1927)
Der Fürst von Pappenheim è un film muto del 1927 diretto da Richard Eichberg. Fu il primo adattamento per lo schermo di Der Fürst von Pappenheim, l'operetta di Hugo Hirsch che era stata presentata al pubblico al Deutschen Künstlertheater di Berlino in prima il 6 febbraio 1923. Ne venne fatta in seguito, nel 1952, una seconda versione diretta da Hans Deppe.

## Trama
La giovane principessa Antoinette scappa via a Berlino per sfuggire a un matrimonio combinato con un principe che lei non vuole. Nella grande città, trova lavoro presso la casa di mode Pappenheim dove Egon Fürst, uno dei venditori, si innamora di lei ignorando che quella bella ragazza è una principessa in incognito. Lo zio di Antoinette, inviato dalla famiglia a riprendere la nipote ribelle, si porta dietro per sbaglio un'altra delle mannequin. Al castello, dove deve organizzare una sfilata di moda, arriva la ditta Pappenheim con tutte le sue modelle, compresa Antoinette.

## Produzione
Il film fu prodotto dalla Richard Eichberg-Film GmbH.

## Distribuzione
Distribuito dall'Universum Film (UFA), uscì nelle sale cinematografiche tedesche nel 1927, dopo essere stato presentato in prima al Gloria-Palast di Berlino il 7 settembre. In Finlandia, il film venne distribuito il 1º giugno 1928. Negli Stati Uniti, venne ribattezzato con il titolo inglese The Masked Mannequin.